# Lateinamerika-Forum Berlin
Das Lateinamerika-Forum Berlin/Foro de las Américas e. V. (LAF) ist ein 1992 gegründeter überparteilicher, gemeinnütziger Verein mit derzeit über 60 Mitgliedern (Stand 2022). In ihm engagieren sich ausschließlich Ehrenamtliche. Das LAF Berlin versteht sich als eine Plattform zum kritischen Informations- und Meinungsaustausch. Sein Hauptzweck ist das Angebot öffentlicher Veranstaltungen mit Lateinamerika-Bezug im Rahmen der Berliner entwicklungs- und kulturpolitischen Bildungsarbeit, und er will zum gegenseitig besseren Verständnis beitragen. Jährlich nehmen an bis zu 30 Veranstaltungen – zum Teil durchgeführt mit Kooperationspartnern – rund 1000 Gäste teil. 

## Kooperationspartner
Zur Verstärkung und Multiplikation seines Engagements kooperiert das LAF mit wissenschaftlichen Instituten der Universitäten, Ministerien und Senat, politischen Stiftungen, Medien und Kinos, entwicklungs-, umweltpolitischen und kulturellen Einrichtungen und Soli-Gruppen sowie Botschaften. 
Das LAF kooperiert mit der Plataforma YARUMO und ist Mitglied im Berliner Entwicklungspolitischen Ratschlag BER.

## Zielgruppen
- Interessierte Öffentlichkeit, „latinxs“ und Deutsche
- Engagierte in Länder-, Umwelt-, Entwicklungspolitischen und Solidaritätsgruppen
- Studierende der Lateinamerikanistik
- Lateinamerika-Freiwillige, die sich auf ihren Auslandsaufenthalt vorbereiten
- Zurückgekehrte aus Lateinamerika
- Lateinamerika-Reisende mit Anspruch
- Engagierte in Städtepartnerschaften und Klimabündnissen.